# ArmaLite AR-18
O ArmaLite AR-18 é um rifle de fogo seletivo, operado a gás e câmara para munição 5,56×45mm NATO. O AR-18 foi projetado pela ArmaLite na Califórnia por Arthur Miller, Eugene Stoner, George Sullivan e Charles Dorchester em 1963 como uma alternativa para o projeto ArmaLite AR-15, que tinha acabado de ser escolhido pelos militares dos EUA com o nome de M16. Como o AR-18 nunca foi adotado como rifle padrão de qualquer nação, a sua licença de produção foi vendida para empresas no Japão e Inglaterra, onde influenciou muitas armas posteriores como a SA80, o singapurense SAR-80 e SR-88, o rifle de Rifle Adaptável de Combate, o belga FN F2000, o japonês Howa Type 89 e o Heckler & Koch G36. Ganhou alguma notoriedade através de seu uso pelo IRA, o rifle ficou conhecido como "Widowmaker".

## Antecedentes
Logo após a adoção do 7,62×51mm NATO do rifle M14 em 1957, o Exército dos Estados Unidos Continental Army Command (CONARC) iniciou uma investigação dos rifles de pequeno calibre, alta velocidade (SCHV; em Inglês) como um ramo do programa de pesquisa existente dos militares, Project SALVO. ArmaLite e Winchester Arms foram solicitados pela CONARC para fornecer protótipos de rifles automáticos de câmara para alta velocidade fogo de central de cartuchos .22. ArmaLite AR-15 era uma versão reduzida do 7,62mm do AR-10, que apareceu tarde demais para ser um sério candidato contra o M14 para adoção pelo Exército dos EUA. Seu concorrente era o Rifle Leve Winchester .224, a 'Carabina' Williams protótipo da carabina em um cartucho de .22 de alta velocidade que era similar, mas não intercambiáveis com, o .223 Remington (5,56×45mm). Durante os prolongados julgamentos militares norte-americanos do AR-15, proprietários corporativos da ArmaLite, a Fairchild, essencialmente desistiram do projeto, e venderam os direitos de produção do AR-15 para Colt. Fairchild também desmembrou a ArmaLite como uma empresa independente, permitindo que os novos proprietários comprassem todos os projetos da empresa, exceto o AR-10 e o AR-15. Quando os militares americanos finalmente selecionaram o AR-15 como o M16, ArmaLite já não podia lucrar com a sua adoção.
O Armalite AR-16 apareceu na década de 1950. O AR-16, um rifle 7,62mm NATO de fogo seletivo, era o projeto final de Eugene Stoner para ArmaLite. O AR-16 e seu predecessor, o AR-12 foram projetados por Stoner em resposta às demandas das forças militares de países menores e menos desenvolvidos por um sistema menos dispendioso, porém a última geração de rifle militar fogo seletivo que, ao contrário do AR-10 e AR-15, poderia ser produzido a baixo custo de chapa de metal pesado usando máquinas de parafuso automático, tornos e prensas. O AR-12 apresentou inicialmente um sistema operação a gás de impacto direto (DI), mas isso foi alterado para um pistão de gás mais convencional no AR-16 depois que a ArmaLite vendeu os direitos de produção do sistema DI para Colt Firearms. O AR-16 tinha um cano curto de 15 polegadas, dobradiça de madeira, e pesava 8,75 libras (3,97 kg) vazio; apenas três exemplos foram construídos. Eugene Stoner deixou ArmaLite em 1961, pouco antes da Fairchild se despojar da propriedade.
A adoção posterior do AR-15 pelos militares dos EUA deu legitimidade ao seu cartucho de 5,56mm, e a ArmaLite procurou desenvolver um projeto concorrente com câmara de 5,56mm que não infringisse o acordo de licença da Colt. Com Stoner desaparecido, foi decidido reduzir o AR-16, e o novo designer-chefe da ArmaLite, Arthur Miller, embarcou no projeto. O projeto de 5,56mm resultante apareceu em 1963 e foi nomeado o AR-18. Miller recebeu mais tarde uma patente U.S. Patent 3 246 567 para o rifle em 1969.

## Construção e projeto
Em geral, o novo rifle AR-18 é muito mais convencional do que os projetos anteriores da ArmaLite, embora use a construção de aço estampada relativamente nova para seu antecessor, o AR-16. Apesar de ter sido pioneiro pelos alemães durante a Segunda Guerra Mundial em armas como o MP44, e posteriormente adotado para o soviético AKM, o uso de componentes de chapa estampada e soldada ainda era incomum na fabricação de rifles militares do ocidente no início da década de 1960, que até então mantinha em grande parte o uso de peças forjadas tradicionais. Em comparação com as linhas suaves do AR-15, o AR-18 enfrentou críticas sobre a sua construção da chapa estampada e soldada, que tinha comprovadamente maiores tolerâncias em peças adequadas. No entanto, o rifle mostrou ser confiável e muito preciso em todas as faixas até 460
 metros (500 jardas). Sua construção simples prometeu reduzir significativamente os custos de produção, e permitiu que ele fosse licenciado localmente em máquinas menos avançadas, potencialmente reduzindo a dependência de fabricantes estrangeiros. Além disso, a operação do pistão a gás do AR-18 mostrou-se muito mais resistente a incrustação do carbono do que o sistema de impacto direto de gás dos rifles anteriores AR-10 e AR-15, como ele não ventilava gás e partículas de carbono diretamente no receptor.

## Produção

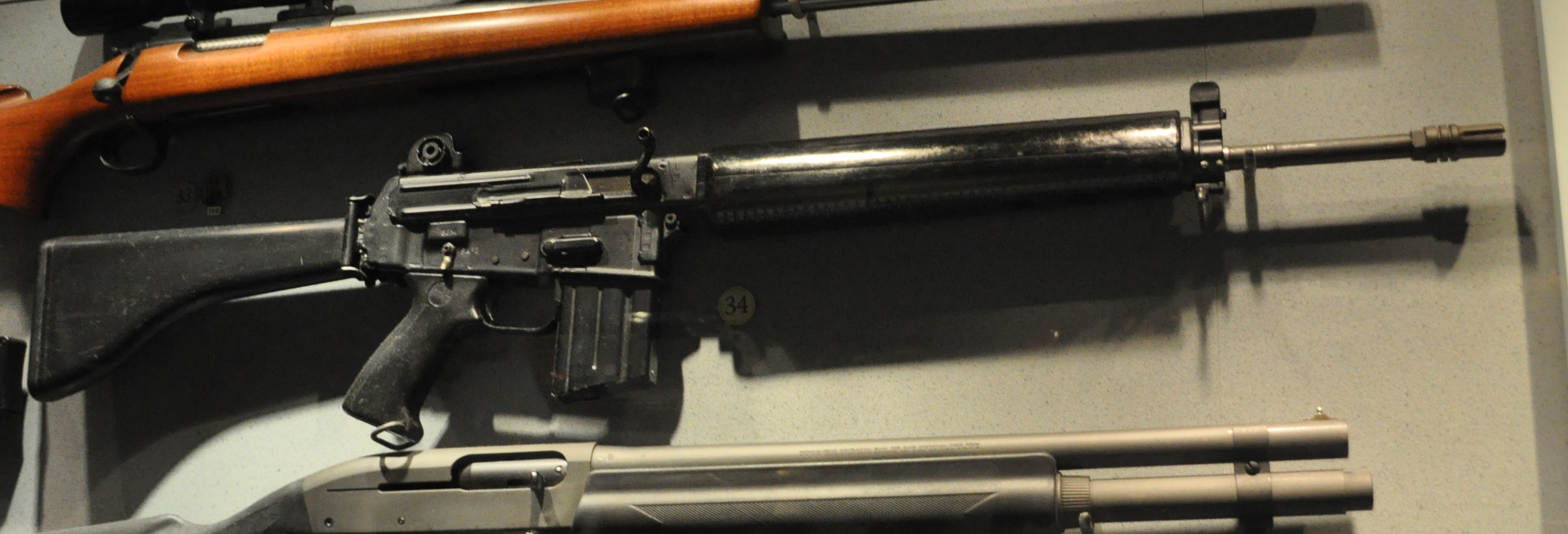
Um AR-180 da Sterling Armaments em exposição no Museu Nacional de Armas de Fogo.

O AR-18 foi colocado em produção limitada na loja de máquinas e escritórios da ArmaLite em Costa Mesa, Califórnia. Uma versão semiautomática do AR-18, conhecida como AR-180, foi posteriormente produzida para o mercado civil entre 1969 e 1972. A ArmaLite nunca foi equipada para construir armas de pequeno porte numa base de produção, e os rifles AR-18 e AR-180 de Costa Mesa frequentemente mostram evidências de encaixe manual. Uma licença de produção foi concedida à Nederlandsche Wapen-en Munitiefabriek (NWM) de Den Bosch, na Holanda, mas é duvidoso que qualquer rifle AR-18 tenha sido produzido lá. Uma licença para produzir o AR-18/180 foi então vendida para Howa Machinery Co., do Japão, e o rifle foi produzido lá de 1970 até 1974, quando novos controles na exportação de armas militares pelo governo japonês forçaram a empresa a cessar toda a produção de armas pequenas. Entre 1975 e 1978, não foram produzidos AR-18 ou AR-180. De 1979 a 1985, a Sterling Armaments Company de Dagenham, Essex, no Reino Unido, produziu o AR-18 e o AR-180. Em meados de 1968, a ArmaLite montou uma produção piloto em sua fábrica de Costa Mesa, produzindo 1.171 AR-18 e 4.018 AR-180 entre 1969 e 1972. A Howa produziu 3.927 AR-180 entre 1970 e 1974. Sterling fabricou 12.362 AR-180 entre 1979 e 1985. Ao todo, apenas 21.478 AR-180 foram fabricados ao longo de 16 anos entre 1969 e 1985.

## Uso operacional
Ao contrário do AR-15/M16, o AR-18 não obteve sucesso substancial em vendas, e nunca foi oficialmente adotado por qualquer país como rifle de serviço padrão. As razões para isso não são claras, mas podem ter algo a ver com a popularidade de vendas existente do AR-15/M16, bem como a necessidade de testes de campo adicionais e avaliação dos rifles produzidos em Costa Mesa, que ainda estavam em estágio avançado de protótipo. O AR-18 foi comprado para testes de avaliação por várias forças armadas, incluindo os Estados Unidos (1964) e o Reino Unido (1966). Estes sofreram várias avarias durante os testes de avaliação por várias nações. Durante os ensaios nos EUA em Aberdeen Proving Ground, em 1964, constatou-se que o funcionamento do AR-18 variaria de muita para além de muita munição. O painel de avaliação concluiu que, embora o projeto básico do AR-18 fosse sólido, exigia revisões e alterações menores adicionais para melhorar a segurança e a confiabilidade antes que pudesse ser considerado para adoção como um rifle de serviço. O Ministério Britânico de Defesa (MOD) testou o AR-18 em março de 1966, e achou o projeto insatisfatório no desempenho durante os testes de lama e areia. A ArmaLite fez várias modificações menores na produção do projeto em 1965, e o Exército dos EUA foi orientado a reavaliar o AR-18 no final de 1969. Os testes foram conduzidos em Aberdeen Proving Grounds, conduzidos por funcionários da arsenal e pelo do Conselho de Infantaria em Fort Benning, na Geórgia. No entanto, as autoridades de aquisição americanas não estavam interessadas em adquirir outro rifle de serviço de 5,56 mm. Várias deficiências foram listadas e a autoridade testadora declarou que, embora o AR-18 tivesse potencial militar, precisava de mais desenvolvimento. Em 1968, insatisfeito com os esforços para comercializar o AR-18, Arthur Miller deixou a ArmaLite.
Em vez disso, o AR-180 foi vendido no mercado civil, enquanto o AR-18 foi vendido em pequenas quantidades para organizações policiais e de aplicação da lei, bem como exércitos e forças de segurança de nações como Botswana, Haiti e Suazilândia. Outros ainda encontraram seu caminho para as mãos de grupos terroristas ou paramilitares, como o IRA Provisório na Irlanda do Norte, onde o rifle era conhecido como "widowmaker". O rifle ArmaLite foi durante muitos anos a arma mais letal disponível para o IRA. Por esta razão, ele se torna um símbolo icônico dentro desse movimento. A canção republicana "Little Armalite" conta como o AR-18 mudou a sorte da organização em seu conflito com a Grã-Bretanha. A empresa Armalite supostamente comprou 1000 cópias da gravação para seus vendedores distribuírem.  A estratégia política republicana dos anos 1980 de política paralela e campanhas paramilitares também foi batizada de "Armalite and ballot box strategy". O AR-18 também foi usado por grupos paramilitares legalistas, como a Força Voluntária de Ulster, embora em menor número, já que contavam com exemplos capturados do IRA.

## Variantes
As versões padrão AR-18 fabricadas pela ArmaLite, Howa e Sterling diferem apenas em detalhes menores. Os rifles ArmaLite e Howa têm acabamento de fosfato cinza acetinado, enquanto os rifles Sterling apresentam dois acabamentos; Os números de série S15001 a S20000 tinham um acabamento preto e brilhante pintado com esmalte. Depois do S20000, um acabamento azul foi usado para o restante da produção. Os rifles eram normalmente equipados com uma alça, kit de limpeza (furo/escova) e uma baioneta tipo faca com bainha. Um bipé opcional com um estojo estava disponível.

## Desenvolvimentos recentes
A marca ArmaLite foi comprada em 1996 pela Eagle Arms, fabricante de armas de pequeno porte dos Estados Unidos, que adotou a marca ArmaLite para sua empresa. Um modelo atualizado do AR-180 foi introduzido em 2001 como o AR-180B, com um receptor inferior de polímero moldado substituindo o original de aço estampado. O novo receptor inferior é combinado com uma soleira, que é fixado no AR-180B, em vez da extremidade dobrável nas originais AR-18 e AR-180. Outras alterações do AR-180B incluem o uso do grupo do gatilho padrão do AR-15 e peças da mira traseira, uma alça ergue-se em linha reta substituindo o estilo dobrado anterior e a exclusão da cobertura contra poeira com mola AR-18/180 original para o encaixe da alavanca de engate. O lançamento do carregador AR-15 também é usado, em contraste com o AR-18 original, que teve um lançamento de carregador diferente e ranhura correspondente no corpo da carregador, o que significa que os compartimentos AR-15 precisavam de um novo corte de ranhura para encaixar corretamente no AR -18. Como resultado, o AR-180B usa carregadores padrões AR-15/M16. Uma versão AR-180B com trilho Picatinny foi planejada para produção. Em 2007, o AR-180B foi descontinuado devido as vendas fracas.

## Usuários
- Botswana[27]
- Japão – Produzido como rifle de assalto Howa Type 89.[28]
- Malaysia – UsAdo pela VAT 69 Commando da Polícia Real da Malásia durante Insurgência comunista na Malásia (1968-1989).[29]
- Suazilândia[21]
- Reino Unido –Usado apenas para fins de testes.

## Usuários não estatais
- Irlanda do Norte/ Irlanda Usado por Exército Republicano Provisório Irlandês e Exército Republicano Oficial Irlandês[8] A Ulster Volunteer Force (UVF) também usou AR-18 capturados de grupos republicanos.[30]
- Líbano – Usado pelas Forças Libanesas.